# 森村桂
森村 桂（もりむら かつら、1940年〈昭和15年〉1月3日 - 2004年〈平成16年〉9月27日、本姓：三宅）は、日本の元作家。父は作家の豊田三郎、母は歌人の森村浅香。

## 来歴・人物
作家・豊田三郎の長女として生まれる。公立小学校入学後、学習院初等科に4年次編入し、学習院女子中・高等科を経て、学習院大学文学部国文学科に入学した。大学在学中、19歳の時に父・三郎が病気のため急死。以後一時家計が苦しくなり、また母親との困難な関係を抱え、苦悩のうちに大学生活を送る。
大学卒業後、女性週刊誌（誌名未詳）記者となるが、ゴシップを追うばかりの取材が嫌になり、2か月で退社して暮しの手帖社に入社。ここも短期間で退社し、1964年にニューカレドニアに一人旅に出る。
1965年10月、当時の女子大生言葉を駆使したエッセイ『違っているかしら』でデビューする。同書は翌年に『私、違っているかしら』のタイトルで吉永小百合主演で映画化された。
1966年5月、ニューカレドニア旅行の体験を描いた旅行記『天国にいちばん近い島』を刊行。同書は発売と同時に絶賛され、最終的には200万部を超える大ベストセラーとなった。この頃、探検家の谷口正彦と結婚する（1978年頃に離婚する）。
1968年4月、『違っているかしら』『天国にいちばん近い島』を原作とするNHK朝の連続テレビ小説『あしたこそ』の放映が開始される。
続々とエッセイや小説を書き、1960年代末には、書店では川端康成と共に、個別のコーナーが設けられていたと言われる人気作家となり、1970年代には講談社から「森村桂文庫」約30巻が刊行された。角川春樹と親しく、著作は角川文庫にも多く収められた。
1979年、ビクター音楽産業の社員だった三宅一郎と結婚する。
1984年、『天国にいちばん近い島』が角川春樹製作、大林宣彦監督、原田知世主演で映画化され、再び同作が注目された。しかし、映画と原作のストーリーはまったく異なっている。
1985年に軽井沢に手作りのケーキとジャムの店「アリスの丘」を開く（2014年2月28日をもって閉店）。また趣味で始めた絵画も、「アリスの丘絵画展」を全国で開いたり、JR軽井沢駅の壁画制作に携わるまでになった。
1997年頃から体調を崩し、入退院を繰り返すようになった。
2004年9月23日、うつ病が悪化し入院。4日後の9月27日午前10時51分に入院していた長野県内の病院で死去。自殺と見られる。64歳没。
森村桂がかつて暮らしていた東京都杉並区西荻北の旧住居敷地や、長野県軽井沢町のカフェの跡地などは、夫が2021年に死去したのち遺言により日本共産党に遺贈され2023年に売却された。
湊かなえは「進む道を示してくれた方です」と述べている。

## 著書
- 『違っているかしら』オリオン社 1965　のち角川文庫(1969)、講談社(1970)、森村桂文庫(1976)、角川文庫<改版>(1994年)
- 『チャンスがあれば なんとかなるだろうニュージーランド』講談社 1966　のち森村桂文庫(1972)、角川文庫(1973)
- 『天国にいちばん近い島 : 地球の先っぽにある土人島での物語』学習研究社 1966　のち角川文庫(1969)、立風書房(1970)、森村桂文庫(1976)、『天国にいちばん近い島』学習研究社<ジュニア版>(1978年)、立風書房<新装版>(1984年)、角川文庫<改版>(1994年)
- 『結婚志願』講談社 1967　のち森村桂文庫(1972)、角川文庫(1973)
- 『ふたりは二人』講談社 1967　のち森村桂文庫(1972)、角川文庫(1974)
- 『二年目のふたり』講談社 1968　のち森村桂文庫(1972)、角川文庫
- 『Lサイズでいこう』講談社 1968　のち森村桂文庫(1972)、角川文庫(1975)
- 『おいで、初恋』講談社 1968　のち森村桂文庫(1972)、角川文庫(1973)
- 『お隣りさんお静かに』講談社 1968　のち森村桂文庫(1972)、角川文庫(1974)
- 『お嫁にいくなら』講談社 1968　のち森村桂文庫(1972)、角川文庫(1975)
- 『青春がくる』講談社 1968　のち森村桂文庫(1972)、角川文庫(1974)
- 『友だちならば』講談社 1968　のち森村桂文庫(1972)、角川文庫(1975)
- 『ビジョとシコメ』講談社 1968　のち森村桂文庫(1973)、角川文庫(1980)
- 『いわせてもらえば』講談社 1969　のち森村桂文庫(1975)、角川文庫(1980)
- 『森村桂アメリカへ行く』講談社 1969　のち森村桂文庫(1972)、角川文庫(1976)
- 『森村桂日本を行く』講談社 1969　のち森村桂文庫(1972)、角川文庫(1977)
- 『恋するころ』講談社 1970　のち森村桂文庫(1975)、角川文庫(1981)
- 『12の結婚』講談社 1970　のち森村桂文庫(1972)、角川文庫(1975)
- 『森村桂沖縄へ行く』講談社 1970　のち角川文庫(1980)
- 『森村桂パリへ行く』講談社 1970　のち森村桂文庫(1973)、角川文庫(1976)
- 『森村桂香港へ行く』講談社 1970　のち森村桂文庫(1975)、角川文庫(1979)
- 『留学志願』立風書房 1970　のち森村桂文庫(1973)、角川文庫(1980)
- 『ああ結婚』講談社 1971　のち森村桂文庫(1972)、角川文庫(1976)
- 『お手伝いさんただいま三人』講談社 1971
- 『宮殿に住む』講談社 1971　のち『森村桂宮殿に住む』森村桂文庫(1973)
- 『それゆけ結婚』講談社 1971　のち森村桂文庫(1972)、角川文庫(1976)
- 『ダンナさまヒマラヤへ行く』講談社 1971　『ふたりと一匹 ダンナさまヒマラヤへ行く』森村桂文庫(1975)
- 『若さでいこう』講談社 1971
- 『おばあさんヒマラヤへ登る』森村浅香共著 毎日新聞社 1972
- 『結婚てなあに』講談社 1972　のち森村桂文庫(1973)、角川文庫(1980)
- 『私の逢った神さまたち』立風書房 1972　のち角川文庫(1975)、森村桂文庫(1976)、角川文庫<改版>(1994年)
- 『旅に求めた青春』講談社 1973　のち森村桂文庫(1976)、角川文庫(1979)
- 『著者近影様』毎日新聞社 1973　『すわれなかった椅子』森村桂文庫(1976)
- 『お菓子とわたし』立風書房 1974　のち角川文庫(1980)、角川文庫<改版>(1994年)
- 『ゴンにもらった首飾り』講談社 1974　のち角川文庫(1984)
- 『転婚時代』光文社 1974 ※のちに改稿・加筆・改題して『愛という魔法のお菓子』に。
- 『ほらふきココラテの冒険』角川書店 1974　のち文庫(1979)
- 『もし愛しているなら いちばん知りたいその人のすべて』青春出版社 1974
- 『ほらふきココラテの冒険 海賊船の巻』角川書店 1975　のち文庫(1980)
- 『森村桂の食いしんぼ旅行』立風書房 1975　のち角川文庫(1980)
- 『よきにはからえ』中央公論社 1976　のち中公文庫(1981)、角川文庫(1984)
- 『もうひとつの学校』講談社 1977　のち角川文庫(1984)
- 『私の中のザルツブルグ』祥伝社(ノン・ノベル) 1978
- 『愛という魔法のお菓子』角川文庫、1980 ※『転婚時代』を改稿・加筆・改題。
- 『魔法使いとお菓子たち』立風書房 1980　のち角川文庫(1984)、角川文庫<改版>(1994年)
- 『それでも朝はくる』中央公論社 1981　のち中公文庫(1984)
- 『バンビの時計』角川文庫、1981
- 『12時の鐘が鳴るまで』中央公論社 1982　のち『12時の鐘が鳴るまで : それでも朝はくる、その後』中公文庫(1985)
- 『もう一度行きたい私の旅 : 今も心に残る町と自然』中央公論社 1982 ※共著
- 『お嫁さんになる本 : 私からあなたへこの大作戦』青春出版社(プレイブックス)1983  『愛の扉のたたきかた あなたは誰を待ってるの?』青春文庫(1993年)
- 『ソビエトってどんな国』中央公論社 1983　のち文庫
- 『この世に愛のある限り』角川書店 1984
- 『続 天国にいちばん近い島』角川文庫 1984
- 『桂のブライダル講座』光文社文庫 1984
- 『アリスの丘の物語』角川書店 1984 のち『新版 アリスの丘の物語』中央公論社(1990年)
- 『桂の結婚質問箱 アリスの丘から素敵なあなたへ』PHP研究所 1985
- 『アリスの丘のケーキ屋さん わたしのティー・ルーム奮戦記』中央公論社 1986
- 『忘れんぼのバナナケーキ』ハーレクイン・エンタープライズ日本支社 1986
- 『桂のケーキ屋さん 自慢の手作り焼菓子36種』海竜社 1987
- 『桂のマイケーキ : 桂のケーキ屋さん・パート2』海竜社 1987 海竜社<新装版>(1994年)
- 『桂のティールーム物語』大村和泉絵　光文社文庫 1987
- 『桂のクッキー屋さん 秘密のレシピ初公開』海竜社 1989
- 『暮らしドラマチックに心をつくして アリスの丘から』海竜社 1989
- 『みんな料理が好きになる 桂のパーティ料理』中央公論社 1990
- 『パンドラの箱あけちゃった』中央公論社 1991
- 『桂の絵童話館 プーさんとアリスの丘の仲間たち』海竜社 1991
- 『プーさんの初恋』中央公論社 1992
- 『父のいる光景』中央公論社 1993
- 『皇太子の恋にささげたウエディング・ケーキ 森のプーさんのみた夢』青春出版社 1993
- 『天国にいちばん近い島よ永遠に : 絵とお菓子の旅 桂のケーキ屋さんが行く』海竜社 1996
- 『いまでも天国にいちばん近い島 : 物語と写真で甦るニューカレドニア心の旅』後藤鉄郎写真 PHP研究所 2002
- 『アリスの丘のお菓子物語』海竜社 2004

## 関連図書
- 三宅一郎 著『桂よ。 : わが愛・その死』 海竜社 2005年9月 ISBN 4-7593-0888-1
  - 森村の夫による著書。生前の森村との思い出、三宅を巻き込んだ森村と森村の実母らとの軋轢の日々、森村死後の三宅自身の癒しきれぬ喪失感を綴った作品
- 森村桂・文、後藤鐵郎・写真・共著 『いまでも天国にいちばん近い島』 PHP研究所 2002年6月 ISBN 4-569-62240-2

## 映像化作品

### 映画

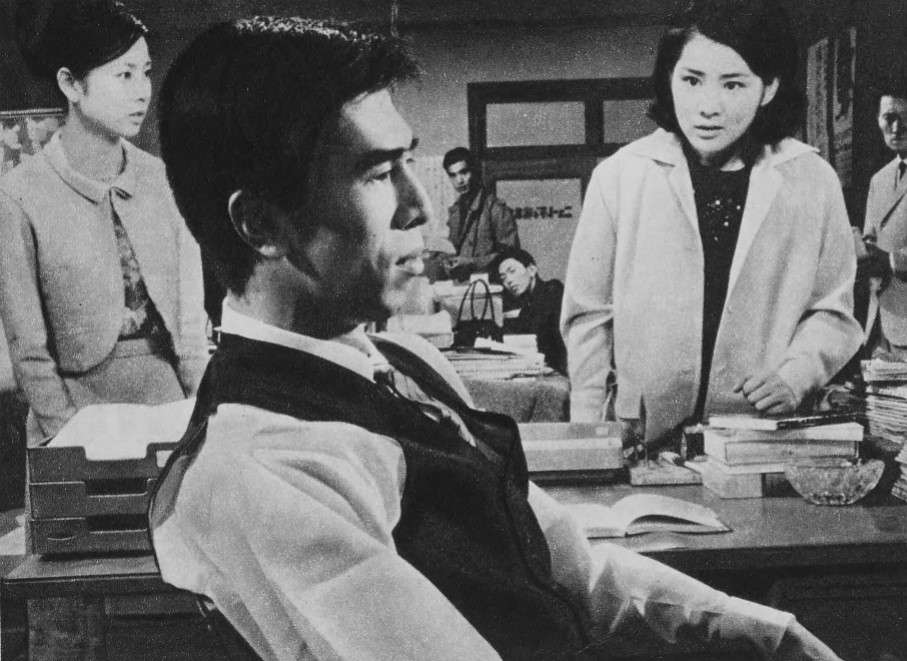
森村のデビュー作『違っているかしら』は1966年に『私、違っているかしら』のタイトルで映画化された。吉永小百合が主人公の白石桂に扮した。

- 私、違っているかしら（1966年、監督：松尾昭典、主演：吉永小百合）
- 天国にいちばん近い島（1984年、監督：大林宣彦、主演：原田知世）

### 連続テレビドラマ
- 結婚志願（NET、1967年7月6日～1967年9月28日、主演：いしだあゆみ）
- あしたこそ（NHK、1968年4月1日～1969年4月5日、主演：藤田弓子）
- それゆけ結婚（KTV、1971年10月7日 ～ 1972年3月30日、主演：鳥居恵子）
- 結婚志願（CX、1979年10月1日～1979年12月28日、主演：沢田雅美）

### 単発テレビドラマ
- 結婚志願者（NHK、1964年1月5日、主演：伊東ゆかり）
- アパート砦（NHK、1967年11月15日、主演：和泉雅子）
- これぞまことの（東芝日曜劇場）（RKB、1969年5月18日、主演： 樫山文枝 ）